# Väike-Maarja (commune)
Pour la localité, voir Väike-Maarja.
Väike-Maarja (avant 1922 en allemand : Klein St. Marien) est une commune d'Estonie dans le Virumaa occidental. 

## Géographie
Sa population était de 4 655 habitants en 2012, en diminution depuis 2009 (5 421 habitants) et 2010 (5 056 habitants). Elle a absorbé la commune voisine de Rakke en 2017.
Väike-Maarja est traversée par la chaîne de collines de Pandivere.

## Subdivisions
Dans ses anciennes limites la commune comprenait trois bourgs et vingt-cinq villages:

### Bourgs
Väike-Maarja - Kiltsi - Simuna

### Villages
Aavere -  Aburi - Avanduse - Avispea - Ebavere - Eipri - Hirla - Imukvere - Koonu - Kurtna - Kännuküla - Kärsa - Käru - Liivaküla - Määri - Müüriku - Nadalama - Nõmme - Orguse - Pandivere - Pikevere - Pudivere - Raeküla - Raigu - Rastla - Triigi - Uuemõisa - Vao - Varangu - Vorsti - Võivere - Äntu - Ärina

## Démographie
| 2016  | 2017  | 2018  | 2019  | 2020  |
| ----- | ----- | ----- | ----- | ----- |
| 6 112 | 6 032 | 5 944 | 5 869 | 5 782 |

| 2021  | 2022  | - | - | - |
| ----- | ----- | - | - | - |
| 5 737 | 5 664 | - | - | - |

## Architecture
Monuments architecturaux inscrits au Registre national des monuments culturels d'Estonie :
- Église de Simuna (et)
- Église de Väike-Maarja (et)
- Manoir de Kiltsi
- Manoir de Vao

Autres bâtiments :
- Musée Väike-Maarja
- Église d'Avispea
- Manoir de Salla
- Manoir d'Awandus
- Tour d'observation du mont Emumägi[3]